# Droga wojewódzka 156
Die Droga wojewódzka 156 (DW 156) ist eine Woiwodschaftsstraße in Polen, die die Stadt Lipiany und das Dorf Klesno verbindet. Die Gesamtlänge beträgt 65 Kilometer. 
Die Straße führt durch zwei Woiwodschaften: Westpommern und Lebus und deren drei Kreise: Pyrzyce, Myślibórz und Strzelce Krajeńskie.  